# パンサーソフトウェア
パンサーソフトウェア（Panther Software）は、株式会社パンサーソフトウェアのゲームブランド名である。恋愛シミュレーションゲームの制作が多い。旧雄図グループ。
- 1987年：有限会社スタジオパンサー設立
- 1991年：株式会社に改組、社名をパンサーソフトウェアに変更
- 1999年：韓国パンサーソフトウェア、Interlex（アメリカ現地法人）を設立
- 2000年：インターレックス株式会社に社名変更（パンサーソフトウェアの名称はブランド名として存続）
- 2005年：インターレックスがゲーム部門を売却、株式会社パンサーソフトウェアとして独立

## 主なソフト
- 加奈 〜いもうと〜（Windows）
- 青い涙（Windows/Xbox）
- Braveknight 〜リーヴェラント英雄伝〜（Xbox）
- 三国群英傳（Windows）
- レッサーメルン
- キッチンぱにっく（プレイステーション/Windows）
- ツインズストーリー（プレイステーション）
- スペースグリフォンシリーズ
  - HAMLET（PC-98）
  - スペースグリフォンVF-9（プレイステーション）
  - 蒼鋼の騎兵 〜Space Griffon〜 VO（ドリームキャスト/Windows）
- メタルダンジョン（Xbox）
- 神の聖都
- U.P.P.（プレイステーション）